# Ван Фучэнь
Ван Фучэнь (王辅臣; ум. 10 октября 1681) — китайский военачальник, участник Восстания Трёх князей-данников во времена династии Цин против императора Канси.

## Биография
Родился в Датуне, провинция Шаньси, в бедной семье по фамилии Ли, происходившей из Хунани. В молодости присоединился к банде преступников. Позже он присоединился к минскому генералу Чан Сяну и был усыновлен человеком по имени Ван Чинчао (王進朝), отсюда и фамилия, под которой он теперь известен. Он был высоким и светлокожим и был известен под прозвищем Ма яо-цзы (馬鷂子), «Орел, который охотится на лошадей».
Когда Чан Сян восстал против маньчжур в 1648 году, Ван был полковником в армии Чана и прославился своей храбростью в борьбе с осаждающей армией под командованием бэйлэ Аджигэ. В 1649 году он сдался маньчжурам и служил в составе белого знамени. Вскоре он стал имперским телохранителем. В 1653 году его отправили служить к Хун Чэнчжоу в борьбе с остатками минских сил на юго-западе Китая. За свои подвиги он получил звание бригадного генерала и в 1659 году был назначен командующим армиями в восточной части Юньнани. В это время У Саньгуй получил гражданский и военный контроль над провинцией Юньнань, и Ван Фучэнь, будучи его подчиненным, был с ним в близких отношениях.
В 1670 году Ван Фучэнь был назначен главнокомандующим провинции Шэньси со штаб-квартирой в Пинляне, Ганьсу. В 1673 году У Саньгуй поднял восстание в Юньнани и отправил гонца к Вану, призывая его присоединиться к восстанию. Ван Фучэнь доставил гонца с посланием в Пекин и за это проявление лояльности был награжден императором Канси званием виконта третьего класса. Однако он был сильно разочарован, когда его предложение возглавить военные силы для похода на Хунань для битвы с У Саньгуем было отклонено; и когда Моло 莫洛 (ум. 1675) был назначен главнокомандующим цинскими армиями в Шэньси и Сычуани. В конце 1674 года Моло приказал Вану Фучэну сопровождать его в наступлении на Сычуань из Шэньси. Говорят, что Моло относился к Вану снисходительно. 30 декабря 1674 года, когда Моло стоял лагерем возле Нинчана, Ван Фучэнь упал на него и убил. Таким образом, Ван Фучэнь одним махом стал сторонником восстания У Саньгуя и получил от последнего 200 000 таэлей серебра в дополнение к титулам и званиям. За короткое время Ван Фучэнь получил контроль над многими городами в провинциях Ганьсу и Шэньси. Чан Юн в западной части Ганьсу и маньчжурские армии в Сиане остановили его дальнейшее продвижение. Тем временем император Канси отправил Вану Фучэну теплые письма, обещая ему помилование, если он немедленно покается. Восстание Вана Фучэна, конечно, нанесло серьезный удар по военным планам императора Канси, так что даже южная часть Шэньси была потеряна для людей У. Поэтому цинский император приказал Дунгэ (ум. 1706), седьмому сыну бэйлэ Додо, командовать войсками в Сиане и координировать нападение на Ван Фучэня. После более года боев территория Вана Фучэна сократилась до небольшой территории вокруг Пинляна, которая затем была осаждена. В 1676 году Тухай был назначен главнокомандующим, чтобы усилить осаду. После нескольких побед Ван Фучэнь был вынужден сдаться этому генералу. Поскольку тогда цинский император Канси искушал сторонников У Саньгуя сдаться, он не наказал Вана Фучэна, а вновь наделил его прежними званиями титулами. Он также дал ему новый титул и приказал ему служить под командованием Тухая в Ханьчжуне. Но Ван Фучэнь, чувствуя себя в опасности, безуспешно пытался повеситься; и его жены покончили жизнь самоубийством. В конце 1681 года, после того как восстание У Саньгуя закончилось, Тухаю было приказано доставить Вана Фучэна в Пекин. Ван, однако, знал об ожидающем его возмездии и отравился, выпив яд, в Сиане (10 октября). После этого его наследственное звание было упразднено, а его семья была включена в состав белого знамени.